# Rhapsody in Blue
« Rhapsodie en bleu » redirige ici. Pour les autres significations, voir Rhapsodie en bleu (film, 1945) et Rhapsodie.
Pour les articles homonymes, voir Rhapsody in Blue (homonymie).
Ne doit pas être confondu avec Bohemian Rhapsody.
Rhapsody in Blue est une œuvre pour piano et orchestre ou harmonie composée par George Gershwin en 1924, qui combine des éléments de musique classique et de jazz.
L'œuvre a été orchestrée par Ferde Grofé à trois reprises, en 1924, 1926 et finalement en 1942. La première eut lieu lors d'un concert intitulé An Experiment in Modern Music le 12 février 1924 à l'Aeolian Hall de New York, interprétée par l'orchestre de Paul Whiteman, commanditaire de l'œuvre, avec George Gershwin au piano. Le Cambridge Music Handbook estime que « Rhapsody in Blue a établi la réputation de Gershwin comme compositeur de renom et est depuis devenue une des œuvres orchestrales américaines les plus populaires ». Elle a également donné son nom à une rose.

## Histoire

### Commande

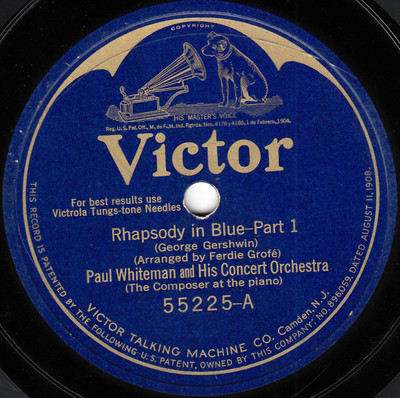
Rhapsody in Blue, de Paul Whiteman.

Après le succès d'un concert expérimental jazz-classique de la chanteuse canadienne Eva Gauthier (en) au Aeolian Hall de New York le premier novembre 1923, le chef d'orchestre Paul Whiteman décida de se risquer dans un projet plus ambitieux. Il commanda alors à Gershwin un concerto à présenter lors d'un concert jazz au Aeolian Hall en février 1924. Whiteman avait commencé à s'intéresser à une composition de ce genre par Gershwin après avoir été impressionné par l'originalité de l'opéra en un acte Blue Monday, qui avait été un échec. Gershwin n'était pas trop enthousiaste à l'idée de cette nouvelle pièce car sa nouvelle comédie, Sweet Little Devil, devait faire ses débuts à New York le 21 janvier. Il devrait encore probablement réviser la partition jusqu'à cette date et il ne pensait pas avoir le temps pour composer le concerto.
Le 4 janvier, le frère de George Gershwin, Ira Gershwin lut dans le New York Tribune, un article intitulé « Qu'est-ce que la musique américaine ? » à propos du concert de Whiteman. Le dernier paragraphe annonçait que « George Gershwin travaillait à un concerto jazz ». Mis au courant, Gershwin décida finalement de composer la pièce.

### Composition
Comme il ne restait plus que cinq semaines avant le concert, Gershwin se mit rapidement au travail. C'est dans un train de Boston que les idées pour Rhapsody in Blue lui sont venues[réf. souhaitée].
Il commença le 7 janvier, comme indiqué sur le manuscrit pour deux pianos. La composition fut achevée en quelques semaines et Gershwin demanda à Ferde Grofé de faire les arrangements pour orchestre. Les orchestrations furent finies le 4 février, huit jours seulement avant la première.
Le célèbre solo de clarinette en glissando ouvrant l'oeuvre n'est pas de Gershwin, et n'était pas inclus dans la partition originale. Il s'agit d'un ajout du clarinettiste Ross Gorman (en) au cours d'une répétition, ce dernier travaillant alors pour Paul Whiteman. Ce solo fut longtemps redouté des clarinettistes solistes, pour le niveau de technicité requise. Anecdote peu commune, Georges Grisez, premier clarinettiste de l'Orchestre symphonique de Baltimore meurt sur scène en 1946 juste après l'avoir achevé.

### Première
Rhapsody in Blue fut créé durant l'après-midi du 12 février 1924 sous le titre An Experiment in Modern Music. Le concert eut lieu au Aeolian Hall à New York.
L'orchestre de Whiteman était un jazz band incluant une section de cordes, avec George Gershwin au piano. Gershwin improvisa les solos de piano. Comme il n'écrivit la partition de piano qu'après le concert, nous ne savons pas à quoi ressemblait la Rhapsody originale.

### Réception
Le concerto suscita des critiques variées. Quelques-uns le qualifièrent de « musique de nègre », d'autres de musique sans forme. D'autres encore clamèrent le génie du compositeur.

### Orchestration
Gershwin a affirmé que Ferde Grofé était l'élément clé du succès de la pièce, et les critiques applaudirent les orchestrations. Grofé confirma en 1938 que Gershwin n'avait pas assez de connaissances en orchestration en 1924. Après la première, Grofé fit de nouvelles orchestrations en 1926 et en 1942, chaque fois pour un orchestre plus large. La version la plus récente est la plus souvent entendue.
L'orchestration de 1924 pour l'orchestre de 23 musiciens de Whiteman est pour une flûte, un hautbois, des clarinettes (en mi bémol, en si bémol, alto et basse), un basson, des saxophones, 2 cors, 2 trompettes, 2 bugles, un euphonium, 2 trombones, un trombone basse, un tuba, 2 pianos, un celesta, un banjo, des tambours, des timbales, une batterie, des violons, des contrebasses et un accordéon. Plusieurs musiciens jouaient de deux instruments.
L'orchestration de 1942 est pour piano solo, 2 flûtes, 2 hautbois, 2 clarinettes en si bémol (les deux doublant la clarinette en la), une clarinette basse en si bémol, 2 bassons, 3 cors en fa, 3 trompettes en si bémol, 3 trombones, un tuba, des timbales, des percussions (crash, caisse claire, grosse caisse, gong, triangle, cloches et cymbales), piano, 2 saxophones alto en mi bémol, un saxophone ténor en si bémol, un banjo, et des instruments à cordes (violons, altos, violoncelles et contrebasses).

## Enregistrements
Il existe deux enregistrements de Gershwin au piano avec l'orchestre de Whiteman : un de juin 1924, et d'avril 1927, conduit par Nathaniel Shilkret. Le premier a été inscrit en 2002 au registre national des enregistrements (National Recording Registry) de la bibliothèque du Congrès à Washington, le second a reçu en 1974 le Grammy Hall of Fame Award. Il existe aussi un enregistrement de Gerhswin jouant la version pour deux pianos. L'orchestre de Whiteman enregistra la pièce pour le film de 1930 The King of Jazz (Le roi du jazz) avec Roy Bargy au piano.
Depuis le milieu du XXe siècle, la version de 1942 a été la plus jouée par les orchestres. C'est devenu un classique du répertoire. Un des facteurs de succès de la pièce est son caractère populaire associé à une construction classique.
Durant les années 1970, un intérêt pour l'arrangement original est apparu. Des enregistrements ont été faits par Michael Tilson Thomas et le Los Angeles Philharmonic en 1975 mettant en vedette Gershwin grâce à l'enregistrement de la version pour deux pianos, et par Maurice Peress avec Ivan Davis au piano dans une reproduction du concert de février 1924.

### Enregistrements notables
- James Levine (pianiste & chef) avec l’Orchestre symphonique de Chicago
- Oscar Levant (pianiste), Eugene Ormandy (chef) avec l’Orchestre de Philadelphie (cet enregistrement a reçu le Grammy Hall of Fame Award en 1990[14])
- Leonard Bernstein (pianiste & chef) avec le Columbia Symphony Orchestra de New York en 1959
- Earl Wild (pianiste), Arthur Fiedler (chef) avec l’Orchestre Boston Pops en 1960
- George Gershwin (pianiste), Michael Tilson Thomas (chef) avec le Columbia Jazz Band (en) en 1976 (Gershwin est mort en 1937 mais il a enregistré la partie du piano sur un rouleau perforé et donc dans cette version, nous entendons le compositeur jouer sur un piano mécanique en 1925).
- Louis Lortie (pianiste), Charles Dutoit (chef) avec l’Orchestre symphonique de Montréal en 1989.
- Herbie Hancock (pianiste), Gustavo Dudamel (chef) avec l’Orchestre philharmonique de Los Angeles en 2011.

## Postérité

### Adaptations
Les studios Disney ont mis en image la Rhapsody in Blue dans Fantasia 2000. Adaptant un style graphique proche de celui du dessinateur new-yorkais Al Hirschfeld, la musique illustre les destins croisés de quatre personnages qui cherchent leur bonheur.
De plus, Rhapsody in Blue est la musique du générique de Nodame Cantabile, un drama japonais ; cette version est quelque peu spéciale, étant arrangée pour big band et melodica/pianica.
Elle sert également d'introduction emblématique du film Manhattan de 1979, de Woody Allen, ainsi qu'au court-métrage Meetin' WA de 1986, de Jean-Luc Godard.
Elle est reprise par le groupe Liquid Tension Experiment dans un de ses lives. Une version studio est ensuite enregistrée pour l'album Liquid Tension Experiment 3, sorti en 2021.

### Œuvres inspirées parRhapsody in Blue
- Duke Ellington s'en inspire pour sa rhapsodie de jazz Creole Rhapsody de 1931.
- En 1955, Rhapsody in Blue inspira à John Serry (père) une composition de jazz symphonique pour accordéon qui fut plus tard transcrite pour accordéon basse gratuit par le compositeur : American Rhapsody[19].
- Rose 'Rhapsody in Blue' obtenue en 1999.